# 76 (liczba)
76 (siedemdziesiąt sześć) – liczba naturalna następująca po 75 i poprzedzająca 77.

## 76 w nauce
- liczba atomowa osmu
- obiekt na niebie Messier 76
- galaktyka NGC 76
- planetoida (76) Freia

## 76 w kalendarzu
76. dniem w roku jest 17 marca (w latach przestępnych jest to 16 marca). Zobacz też co wydarzyło się w roku 76.